# セルゲイ・ルカシン
セルゲイ・ルキヤノヴィチ（ルキアニ）・ルカシン（ロシア語: Сергей Лукьянович Лукашин、アルメニア語: Սերգեյ Լուկյանի Լուկաշին、1885年1月13日〈または1月12日〉 - 1937年）、本名サルキス・ルセゲノヴィチ・スラピオニャン（スラビオニャン）(Саркис Лусегенович Срапионян (Срабионян))、民族名サルギス・ルセゲニ・スラピオニアン (Սարգիս Լուսեգենի Սրապիոնյան) は、アルメニア人のボリシェヴィキ。党名の「ルカシン」は、父が持っていた愛称に由来する。

## 生涯

### 青年期
1885年1月13日（ユリウス暦1日）または12日、ロシア帝国ドン軍管州クルィムに生まれた。地元の小学校を卒業して1896年にナヒチェヴァニ・ナ・ドヌ・アルメニア人神学校に進み、1902年に卒業してバクーの実科学校で学んだ。在学中に油田の労働運動に影響を受けてアルメニア社会民主労働者協会 (hy) に接近したが、1905年夏にはロストフでロシア社会民主労働党に入党した。翌1906年に実科学校を卒業してサンクトペテルブルク大学法学部へ入学し、同時にサンクトペテルブルク工科学院経済学部でも学んだ。同年にはボリシェヴィキとなっている。1909年から1910年まではドイツ、スイスとフランスで過ごし、同年にロシアに帰国。翌1911年にペテルブルク大学法学部とペテルブルク工科学院経済学部（3年）を卒業した。

### 大戦・内戦期
その後はペテルブルクでアルメニア教会会議の建物管理者として働いていたが、1916年から翌1917年までは従軍し、同年にはペトログラード市議会議員に選出されている。12月には、ウラジーミル・レーニンの要請に基づき、ヴァハン・テリアンとともにトルコ領アルメニアについて」の布告草案を作成した。同年4月から翌1918年まではペトログラードの赤衛隊に所属し、同年4月からはドン・ソビエト共和国経済会議議長、4月から翌5月までは法務委員、9月からはロシア共産党ドン局メンバーを務め、白軍との戦闘にも参加。南部戦線政治局と協力してドンでの地下活動を指揮した。
ドン共和国の崩壊後は12月までモスクワの全ロシア統一委員会と党モスクワ州局で活動し、年内には赤軍戦線革命軍事会議メンバーやチェーカー反革命闘争部調査課課長にも就いた。同年から翌1919年1月まではチェーカー統制参議会メンバーに就いていたが、党ドン委の要請によって南部戦線に呼び戻され、同月から翌1920年まで従軍した。同年4月からはロストフ市公共事業・土地・財務部部長、同年9月から翌1921年3月まではドン州 (ru) 労農監査部部長、同月2日から翌4月24日までは党ドン州委員会責任書記を務めた。同時期にはナヒチェヴァニ・ナ・ドヌ市ソビエト幹部会とドン州中央執行委にも属した。1920年12月に開催された第8回全ロシア・ソビエト大会 (ru) では全ロシア中央執行委メンバーに選出されている。

### アルメニアでの活動
1921年3月、党中央委の指令によりルカシンはアルメニア社会主義ソビエト共和国に送られた（ルカシンは引き続きドン州での活動を希望したが、要請は却下された）。そして同月24日からはアルメニア革命委メンバー、5月19日から翌1922年4月29日まではアルメニア共産党中央委責任書記・書記長に就き、1921年5月21日から12月まではアルメニア共和国国民経済会議および国民経済最高会議議長、1922年2月から1925年6月23日までは人民委員会議議長に就いた。
アルメニア共和国指導者としてルカシンは綿花・織物・ワイン醸造産業・鉱業の発展に着手し、任期中にはアラヴェルディ・カパンの復興、アララト運河・サルダラパート運河・シラク運河 (hy) の復旧・建設による灌漑ネットワークの拡大、レニナカン紡績工場の建設、そしてエレヴァン水力発電所 (hy) の建設による電化が開始された。また、前指導者アレクサンドル・ミャスニコフの時代に起こった中東とメソポタミアからの在外アルメニア人の帰還の波も維持された。

### ザカフカースでの活動
1923年4月のロシア共産党第12回大会においては、ザカフカース連邦構想に反対した「グルジア反対派」に対する強硬な批判者となり、1925年4月15日から1928年1月まではザカフカース連邦共和国の人民委員会議副議長を務めた。1925年5月26日から11月21日まではソビエト連邦革命軍事会議の、同年から1927年まではカフカース赤旗軍 (ru) 革命軍事会議のメンバーに就いた。1925年12月31日から1927年12月2日までは全連邦共産党中央委員候補でもあった。同年6月には党ザカフカース地方委第一書記マミヤ・オラヘラシュヴィリの提案によって党同地方統制委議長を1928年1月まで、6月9日からザカフカース連邦共和国労農監査人民委員を1928年1月12日まで務めた。1921年から1928年までは党ザカフカース地方委幹部会にも属した。

### 全連邦での活動
1927年12月の第15回党大会においては「トロツキスト反党グループ」を経済的な見地から批判した。翌1928年3月から1930年までは連邦労働防衛会議附属建設委議長、同年2月21日から1932年1月までは「ソユーズストロイ」社長および連邦国民経済最高会議幹部会メンバーに就き、また1930年2月から1931年までは連邦ゴスプラン幹部会メンバーおよびゴスプラン建設局局長でもあった。1932年1月から1934年6月までは連邦重工業人民委員部 (ru)「ツェントルソユーズストロイ」全連邦統一監督、翌1935年から1937年までは同委員部建設資材大部部長、同年5月から8月までは「ソユーズセメント」トラスト監督を務めた。
ルカシンは連邦党大会に第11回から第15回まで出席し、1936年4月には建設計画のノルマ超過を賞して労働赤旗勲章も受章した。しかし、1937年6月20日（または8月）に逮捕され、年内に死去した。ルカシンの名は、クルィムの通り・コルホーズ・中学校、そしてアルメニアの村に残された。